# 孔格省
9°9′N 4°37′W / 9.150°N 4.617°W

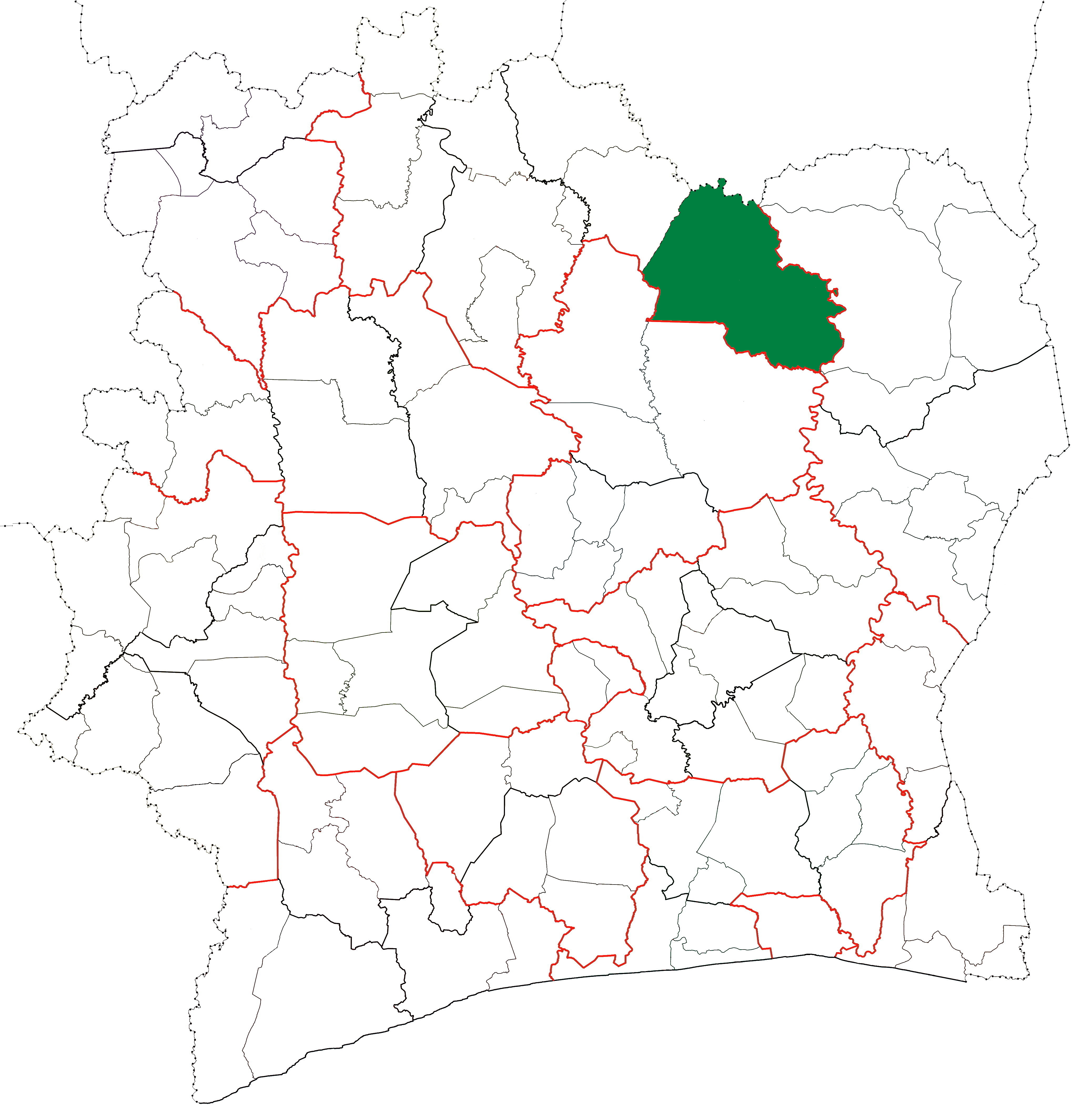

孔格省（Kong Department），是科特迪瓦的省份，位於該國北部薩瓦內區，由特紹洛戈大區負責管轄，首府設於孔格，成立於2012年，面積8,400平方公里，2014年人口87,929，人口密度每平方公里10人。

## 历史
孔格省成立于 2012 年，由 Ferkessédougou Department 拆分而成